# Timétrine

Timétrine est une région désertique du nord-est du Mali. Cette région se trouve dans le sud du cercle administratif de Tessalit,  à environ 450 km au nord de Tombouctou. Elle est située en latitude entre le 19e et le 20e parallèle Nord, et traversée en longitude par le méridien de Greenwich. Elle est séparée de l'Algérie, au nord par le Tin-Missao, plateau gréseux rattaché au massif du Hoggar, et de l'Adrar des Ifoghas à l'est par la vallée du Tilemsi où circule un réseau d'oueds orientés nord-sud.
Le relief est composé de plaines sablonneuses et caillouteuses. Le climat est de type aride, aux pluies faibles et erratiques. 